# Cuapetes
Cuapetes is een geslacht van kreeftachtigen uit de klasse van de Malacostraca (hogere kreeftachtigen).

## Soorten
- Cuapetes agag (Kemp, 1922)
- Cuapetes akiensis (Kubo, 1936)
- Cuapetes americanus (Kingsley, 1878)
- Cuapetes amymone (de Man, 1902)
- Cuapetes anacanthus (Bruce, 1988)
- Cuapetes andamanensis (Kemp, 1922)
- Cuapetes calmani (Tattersall, 1921)
- Cuapetes darwiniensis (Bruce, 1987)
- Cuapetes demani (Kemp, 1915)
- Cuapetes edwardsii (Paul'son, 1875)
- Cuapetes elegans (Paul'son, 1875)
- Cuapetes ensifrons (Dana, 1852)
- Cuapetes grandis (Stimpson, 1860)
- Cuapetes johnsoni (Bruce, 1987)
- Cuapetes kororensis (Bruce, 1977)
- Cuapetes lacertae (Bruce, 1992)
- Cuapetes lanceolatus Okuno & Chan, 2012
- Cuapetes longirostris (Borradaile, 1915)
- Cuapetes nilandensis (Borradaile, 1915)
- Cuapetes paulsoni (Bruce, 2003)
- Cuapetes platycheles (Holthuis, 1952)
- Cuapetes rapanui (Fransen, 1987)
- Cuapetes seychellensis (Borradaile, 1915)
- Cuapetes suvadivensis (Borradaile, 1915)
- Cuapetes takedai Okuno, 2012
- Cuapetes tenuipes (Borradaile, 1898)
- Cuapetes uncinatus Bruce, 2012
- Cuapetes ungujaensis (Bruce, 1969)
- Cuapetes yapiensis Bruce, 2013